# ラル人
ラル人はラレスタン人とも呼ばれる主にイラン南部の歴史的にラレスタンと呼ばれる地域に住むペルシャ人に属する民族集団である。多くのラル人がクウェート、バーレーン、アラブ首長国連邦などの湾岸諸国に移住している。歴史的なラレスタン地域はファールス州のラレスタン郡、ホンジュ郡、ゲラシュ郡、ラメルド郡、ホルモズガーン州の山地のバスタク郡から成り立っている。バーレーンではラル人のスンニ派バーレーン人の先祖はホウラ人として知られている。
ラル人はラル語を話す。また、ラル人はペルシャ人の子孫であるが、スンニ派イスラム教徒が大半を占め、シーア派イスラム教徒が少数派である。13世紀、ラレスタンの中心地ラルがペルシャ南部の貿易や商業の中心地となり、紛争や政治面においてペルシャの本流に決して巻き込まれることなく、ほぼ常に曖昧な地域であり続けた。
ラル人は自分たちのことをホドモーニ("Khodmooni")といい、文字通りでは「我々の一部」という意味であるが、比喩的に歴史的なラレスタン地域出身者という意味で用いられる。

## 参照
1. ↑  “larestani”.   EveryTongue (2014年3月22日). 2014年3月22日閲覧。
2. 1 2 3  “Larestani, Lari in Iran”. 2016年5月6日閲覧。
3. ↑  “Larestani people of Iran”. 2016年5月6日閲覧。 “The Larestani people are predominantly Sunni Muslims.”
4. ↑  “Larestani”. 2016年5月6日閲覧。 “While most people in Iran are Shi’ite Muslims, the Larestani are Sunnis.”
5. ↑   Islamic Desk Reference. pp. 225